# Codogne
Codogne település Olaszországban, Veneto régióban, Treviso megyében. Lakosainak száma 5220 fő (2023. január 1.). Codogne Fontanelle, Gaiarine, Godega di Sant'Urbano, Mareno di Piave, San Fior, San Vendemiano és Vazzola községekkel határos.

## Népesség
A település népességének változása:
| Lakosok száma | 5316 | 5339 | 5220 |
|               | 2017 | 2018 | 2023 |